# Dorcadion sodale
Dorcadion sodale là một loài bọ cánh cứng trong họ Cerambycidae.